# Шмульсон, Исроель Лейзерович
Исро́ель Ле́йзерович Шмульсо́н (также Изя Лазаревич и Израиль Лазаревич; 16 [29] октября 1913, Умань, Киевская губерния — 1974, Киев) — советский архитектор и реставратор. Член Союза архитекторов УССР с 1950 года. Автор ряда памятников и мемориальных досок в Киеве.

## Биография
Родился в Умани в 1913 году. В 1922—1929 годах учился в трудовой школе в Умани, в 1929—1930 годах работал на сахарном заводе в Уманском районе. В 1930—1933 года обучался в Уманском механическом техникуме, после окончания которого переехал в Киев, где в 1933—1935 годах работал на заводе имени Лепсе.
В 1935 году поступил на архитектурный факультет Киевского художественного института, который закончил в 1941 году, диплом архитектора-художника. В 1939—1941 годах совмещал учёбу с работой помощника архитектора в архитектурно-проектной мастерской КХИ.
В июле 1941 года был призван в армию, в составе инженерно-сапёрной бригады участвовал в боевых действиях Великой Отечественной войны, награждён орденом Красной Звезды, медалями «За отвагу», «За взятие Вены», «За взятие Берлина», «За освобождение Праги», «За победу над Германией в Великой Отечественной войне 1941—1945 гг.». Демобилизован в ноябре 1945 года в звании капитана инженерной службы.
С 1946 года — автор-архитектор, архитектурно-проектные мастерские «Строймонумент», позже Республиканские научно-реставрационные производственные мастерские Госстроя СМ УССР (Андреевский спуск, 23).

## Реализованные проекты

### Реставрации
- Дом гражданского губернатора по ул. Октябрьской, № 38. Восстановлен и реконструирован в 1954—1956 гг. (в соавторстве с арх. В. Явниковым)[3]
- Владимирский собор в Севастополе. Реставрация 1967 года[4][5][6][7].
- Храм на Братском кладбище в Севастополе (1972 г.)[8][9].
- Екатерининская церковь (Чернигов). Реставрация (1975—1980 года)[10].

### Обелиски
- Обелиск на месте переправы русских войск через р. Ворсклу из гранита. (1959 г.) (в соавторстве с А. Пасечным)[11]
- Бронзовый бюст на гранитном постаменте Виталию Примакову (1970; совместно с скульптором Ф. А. Коцюбинским)[12].
- Николаевская церковь-пирамида. После разрушений во время Великой Отечественной войны проведена реставрация (1981, совместно с арх. В. И. Майко)[13].
- Памятник Устиму Кармелюку в Летичеве. (1974; совместно со скульптором В. Знобой)[14][15][16][17]
- Обелиск на въезде в Кротенки в честь переправы войск Петра I через Ворсклу 20 июня 1709 года. (собвместно с арх. В. Пасечным)[18][19][20]
- Символическое гранитное надгробие Богдана Хмельницкого в Ильинская церкве (1954)[21]

### Мемориальные доски
- Мемориальная доска на казармах Печерской крепости «Здесь находился 3-й авиационный парк, революционные солдаты которого вместе с рабочими „Арсенала“ принимали участие в октябрьских боях 1917 года за установление Советской власти в г. Киеве» (декабрь 1952 года; не сохранилась)
- Мемориальная доска Николаю Стражеско из мрамора по улице Саксаганского, 75 (1954; с 1975 года — гранитная).
- Мемориальная доска Николаю Стражеско из мрамора по Владимирской улице, 48-а (1954; с 1992 года бронзовая)
- Мемориальная доска в честь рабочих «Южно-Русского машиностроительного завода», которые участвовали в восстании саперов 1905 года из бронзы по ул. Жадановского (ныне — Жилянская улица), 87 (с 1955 года; совместно с арх. П. Е. Захарченко горельеф скульптора И. Л. Корнилова)[22]
- Мемориальная доска Остапу Вишне в Киеве из гранита, бронзы (1957); барельеф скульптора М. Д. Декерменджи.
- Мемориальная доска Шолом-Алейхему из мрамора, ул. Шолом-Алейхема, 15. (1959)
- Мемориальная доска из гранита и бронзы Александру Копыленко по ул. Богдана Хмельницкого, 68 (1959; барельеф скульптора М. К. Вронского)[23]
- Мемориальная доска Александру Бойченко по ул. Михаила Грушевского, 9/2 (1959)
- Мемориальная доска Евгению Патону по ул. Антоновича, 69 (с 28 декабря 1953 года; утрачена в январе 1981 года — заменена на другую)
- Мемориальная доска Степану Васильченко из мрамора[24]
- Мемориальная доска писательницы Марко Вовчок (с 1958 года). В 1968 году утрачена.
- Мемориальная доска Александру Шлихтеру по улице Репина (ныне Терещенковская улица), 5 (с 12 декабря 1959)
- Мемориальная доска Н. М. Крылову из мрамора по ул. Ленина, 15. (1963)[25]
- Мемориальная доска Дмитрию Мануильскому по Институтской улице, 20/8 (1964)
- Мемориальная доска Александру Сороке из бронзы по ул. Льва Толстого, 5 (с 20 мая 1970 года)[26].
- Мемориальная доска генералу Ивану Панфилову из мрамора по бульвару Леси Украинки, 25 (1959)[27].